# 长刺山柑
长刺山柑（学名：Capparis henryi）为山柑科山柑属的植物，为台灣特有植物。分布在台湾低海拔的灌丛及疏林中，目前尚未由人工引种栽培。

## 异名
Capparis micracantha var. henryi